# Blade Eagle 3-D
Blade Eagle 3-D (ou Blade Eagle 3D au Brésil, et Blade Eagle (ブレードイーグル), au Japon), est un jeu vidéo d'action de type shoot 'em up vertical sorti le 26 mars 1988 sur Master System. Le jeu a été développé et édité par Sega, sauf au Brésil où il a été commercialisé par Tec Toy.
Il a été conçu pour jouer avec le SegaScope 3-D Glasses, les lunettes stéréoscopiques de la console.

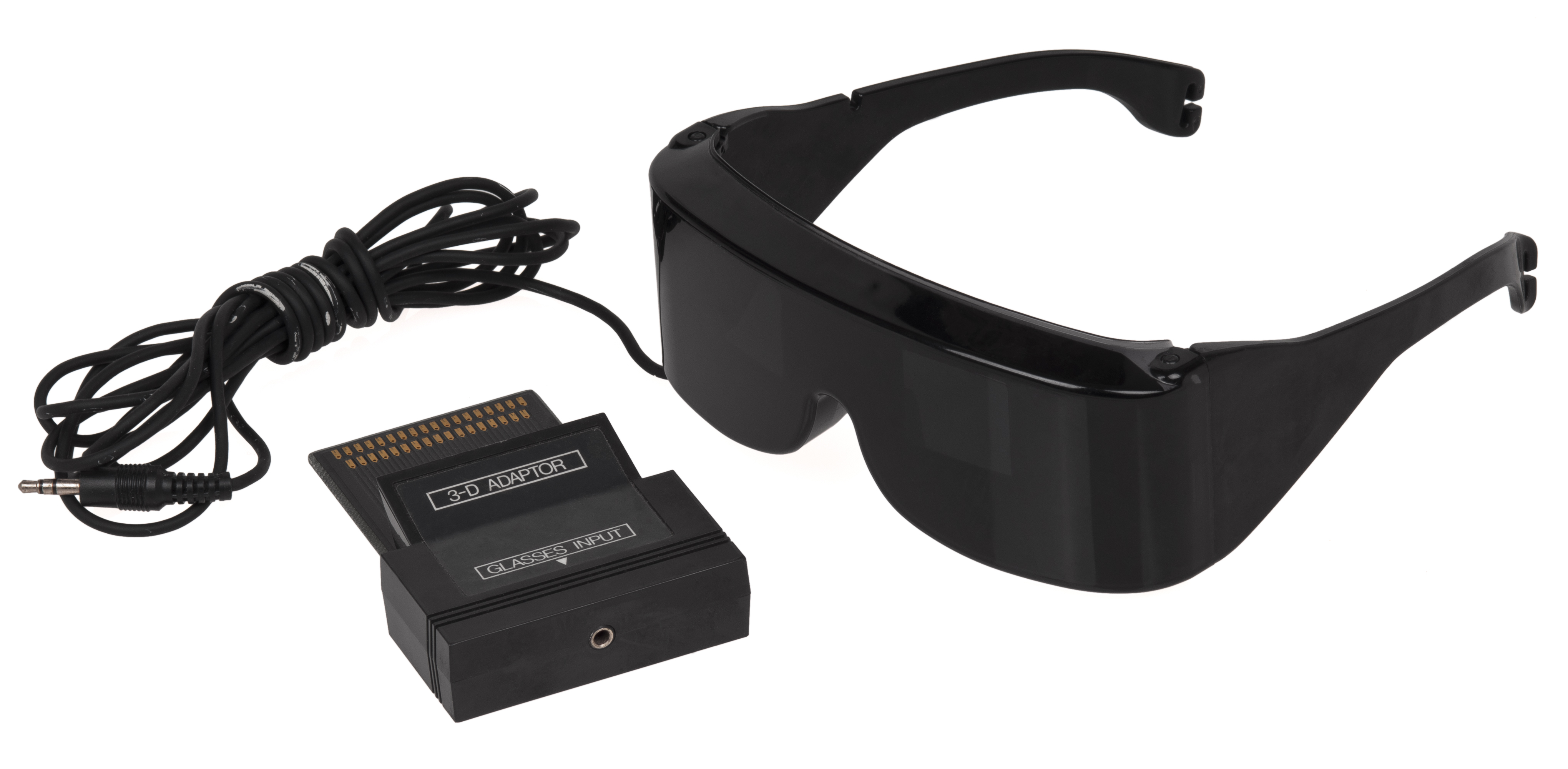
Le SegaScope 3-D Glasses et l'adaptateur 3D.